# Anomaloppia chitinofincta
Anomaloppia chitinofincta är en kvalsterart som först beskrevs av Kulijev 1962.  Anomaloppia chitinofincta ingår i släktet Anomaloppia och familjen Oppiidae. Inga underarter finns listade i Catalogue of Life.